# 広島修道大学
広島修道大学（ひろしましゅうどうだいがく、英語: Hiroshima Shudo University、公用語表記: 広島修道大学）は、広島県広島市安佐南区大塚東1-1-1に本部を置く日本の私立大学。1725年創立、1960年大学設置。大学の略称は修大（しゅうだい）。

## 概観

### 大学全体
1725年に創始された広島藩校「講学所」を起源とする学校法人修道学園が1952年開学の修道短期大学を改組して1960年に広島商科大学を開設。当初は商学部のみの単科大学だったが、1973年に人文学部を増設するにあたって校名を広島修道大学に変更。以後も文系学部の拡充を進めた。2022年現在は7学部13学科1専攻及び大学院4研究科を有する文科系の総合大学となっている。
大学設置者の学校法人修道学園は格付投資情報センターにおいて学校法人の格付けを開始した2003年より同社の格付けを取得しており、経営状況の開示に早くから積極的であった。
2015年4月には鈴峯女子短期大学、鈴峯女子中学校・高等学校を運営する学校法人鈴峯学園と合併した。

### 建学の精神
広島修道大学の建学の精神は「道を修める」となっている。以下の3つを理念として掲げ、地域社会の進展を目指している。
- 地域社会の発展に貢献する人材の育成
- 地域社会と連携した人づくり
- 地域社会に開かれた大学づくり

そしてこの目的を達成するため、次のような教育目標を定めている。
- 地球的視野を持つ人材の養成
- 個性的、自律的な人間の育成

### 教育および研究
英語、情報処理といった卒業生の最低限の質の保証を目的として、全学部共通の「修道スタンダード科目」が開講されており、この科目を履修し修得することが卒業要件の1つとなっている。この科目の中にはノートパソコンを使って行うものがあるため、大学はすべての学生にノートパソコンの必携を求め、それができない学生にはノートパソコンを貸し出している。また、eラーニングを取り入れており、英語、情報処理を独自に学習することや、科目によってはレジュメの配布等がなされる。

### 学風および特色
広島県内の大学志願者の2割は広島修道大学を受験しており、地元出身の学生が多い。2009年度入学者の79％は広島県出身者であった。卒業後も地元広島に生活基盤を設ける割合が高く、中国地方の社長の数を出身大学別に並べると広島修道大学が8番目に多かった。同地方の国公私立大学の中では2番目に多い。
校名からキリスト教の系列校と間違われやすいが、学校法人修道学園は広島藩の藩校を出自としており、修道は中庸の言葉、「天の命これを性といい、性に率（したが）うこれを道という」（天命之謂性 率性之謂道）に続く 「道を修むるこれを教えという」（修道之謂教）に由来する。キリスト教以外の宗教とも無関係である。

## 沿革

### 略歴
1725年に創始された広島藩校「講学所」を起源とする学校法人修道学園が1952年開学の修道短期大学を改組して1960年に広島商科大学を開設。当初は商学部のみの単科大学だったが、1973年に人文学部を増設するにあたって校名を広島修道大学に変更。以後も文系学部の拡充を進めた。2017年に鈴峯女子短大から移管して新設した健康科学部健康栄養学科は理系に属する。現在は7学部13学科1専攻及び大学院4研究科を有する総合大学となっている。

### 年表
- 1725年 広島藩第5代藩主浅野吉長が藩校「講学所」を創始。
- 1734年 校名を講学館に変更。
- 1743年 講学館を閉校。
- 1782年 学問所を開設。
- 1870年 校名を修道館に変更。
- 1871年 廃藩置県により修道館を閉校。
- 1878年 元広島藩第12代藩主浅野長勲が私立浅野学校を開設。
- 1905年 私立修道中学校設立
- 1952年 修道短期大学（第二部）を現在の広島市西区観音新町に開設。
- 1956年 修道短期大学（第一部）を開設。
- 1960年 修道短期大学（第一部）を改組して広島商科大学商学部商業学科を開設。
- 1963年 商学部経営学科を設置。
- 1969年 商学部管理科学科を設置。
- 1971年 大学院商学研究科商学専攻（修士課程）を設置。
- 1973年 人文学部人間関係学科・英語英文学科、大学院商学研究科商学専攻（博士課程）を設置。広島修道大学に校名変更。
- 1974年 現在地（広島市安佐南区沼田町大塚1717）に移転。その後、住居表示変更が行われ広島市安佐南区大塚東1丁目1-1となる。
- 1976年 法学部法律学科を設置。
- 1977年 大学院商学研究科経営学専攻（博士課程）を設置。
- 1978年 大学院人文科学研究科心理学専攻・英文学専攻（修士課程）を設置。
- 1981年 大学院法学研究科法律学専攻（修士課程）、大学院人文科学研究科心理学専攻・英文学専攻（博士課程）を設置。
- 1984年 大学院人文科学研究科社会学専攻・教育学専攻（修士課程）を設置。
- 1990年 法学部国際政治学科を設置。
- 1994年 大学院法学研究科国際政治学専攻（修士課程）を設置。
- 1997年 経済科学部現代経済学科・経済情報学科を設置（商学部管理科学科を改組）。商学部商業学科を国際商学科に名称変更。
- 2001年 大学院経済科学研究科現代経済システム専攻・経済情報専攻（修士課程）を設置。
- 2002年 人間環境学部人間環境学科（昼夜開講制）を設置（広島修道大学短期大学部を改組）。
- 2003年 大学院経済科学研究科現代経済システム専攻・経済情報専攻（博士課程）を設置。
- 2004年 大学院法務研究科法務専攻（法科大学院）を設置（中国・四国地方の私立大学としては初にして唯一）。
- 2005年 短期大学部廃止認可。
- 2007年 商学部国際商学科を商学科に名称変更。6月5日～6月17日、麻疹により大学院以外の全ての学部が休講（大学始まって以来の大規模休講）。
- 2010年 人間環境学部人間環境学科夜間主コースの募集を停止。同学部学科の昼夜開講制を廃止。
- 2014年 大学院法務研究科法務専攻（法科大学院）の翌年度からの募集停止を発表（2017年3月末で廃止）。
- 2015年 学校法人鈴峯学園を吸収合併。存続法人は修道学園。
- 2016年 人文学部に教育学科を設置（人文学部人間関係学科教育学専攻と鈴峯女子短期大学保育学科を改組）。
- 2017年 健康科学部健康栄養学科・心理学科を設置（人文学部人間関係学科心理学専攻と鈴峯女子短期大学食物栄養学科・専攻科栄養専攻を改組）。
- 2018年 国際政治学科を発展・改組し国際コミュニティ学部（国際政治学科・地域行政学科）を設置。

## 基礎データ

### 所在地
大塚東キャンパス（広島県広島市安佐南区大塚東1-1-1）

### 象徴
「修道」の「道」の字を元にデザインされたシンボルマークが採用されている。
スクールカラーは青。

## 教育および研究

### 組織

#### 学部
- 商学部
  - 商学科
  - 経営学科
- 人文学部
教育学科の一部は、鈴峯女子短期大学の保育学科を前身としている。
  - 英語英文学科
  - 人間関係学科（2024年4月学生募集停止）
    - 社会学専攻

  - 社会学科（2024年4月開設）
  - 教育学科
- 法学部
  - 法律学科
- 経済科学部
  - 現代経済学科
  - 経済情報学科
- 人間環境学部
  - 人間環境学科

夜学（広島修道大学短期大学部）を嚆矢とする人間環境学部は、その伝統を継いで2002年の学部設置以来昼夜開講制を採っていたが、勤労学生の減少を理由に2010年度入試から夜間主コースの募集を停止。同時に昼夜開講制を廃止した。
- 健康科学部
健康栄養学科は、鈴峯女子短大の健康栄養学科および専攻科栄養専攻を前身としている。
  - 心理学科
  - 健康栄養学科
- 国際コミュニティ学部
  - 国際政治学科
  - 地域行政学科

#### 大学院
- 商学研究科
  - 商学専攻
  - 経営学専攻
- 人文科学研究科
  - 心理学専攻
  - 社会学専攻（修士課程）
  - 教育学専攻（修士課程）
  - 英文学専攻
- 法学研究科
  - 法律学専攻（修士課程）
  - 国際政治学専攻（修士課程）
- 経済科学研究科
  - 現代経済システム専攻
  - 経済情報専攻

##### 過去にあった研究科
- 法務研究科
  - 法務専攻（法科大学院）（専門職課程）

2014年に翌年度からの新規学生の募集を停止することを発表した。2017年3月末をもって廃止

#### 付属機関
- 研究所
  - 学術交流センター
- 附属機関
  - 情報センター
  - 学習支援センター
  - キャリアセンター
  - 国際交流センター
- 図書館
  - 広島修道大学図書館（第20回日本図書館協会建築賞を受賞）

### 教育

#### 修道スタンダード科目
1年次向けに以下の修道スタンダード科目が開講されている。必修科目であり全ての学生が受講する。
- 初年次セミナー

大学で学んでいく上で必要なスキルを身に付ける。
- 英語

入学後のテストの結果により習熟度別のクラス編成が行われる。TOEIC Bridgeで各自に定められたスコアを取得することを単位認定の条件とする。ただし、少なくとも140点（TOEICに換算すると400点程度）以上の得点を求められる。受験料は大学が負担している。
- 情報処理入門

Excel表計算処理技能認定試験、Word文書処理技能認定試験でそれぞれ3級に合格することを単位認定の条件とする。検定料は大学が負担している。
- キャリア形成支援

社会人に求められる基本的な姿勢を学び、自身のキャリアプランニングを考える。
- 広島学

地元広島の文化、歴史、環境等を学ぶ。

#### 早期卒業制度
成績が特に優秀と認められた場合には4年次を受けることなく3年で卒業を認められる。

#### 学部・大学院5年プログラム
学部生の身分のままで研究科前期課程の科目の履修を開始し、大学院入学後、1年で前期課程を修了できる制度。
この制度を通して学部から大学院に進学した場合、大学入学から数えて最短5年で学士と修士の学位を取得できる。

#### ダブルディグリー制度
3年間で2つの修士の学位を取得できる制度。学位の組み合わせの選択は次のいずれか。
- 法学および国際政治学
- 法学および商学または経営学

#### 課外講座・プログラム
- キャリア支援講座

資格取得、就職活動に取り組む学生を支援するために開講されている講座である。有料であるが、外部の資格取得対策スクールと比べ値段が安く、高難易度の資格を取得した学生には奨学金が給付される（資格取得学生スカラシップ制度。この制度を利用できる者はキャリア支援講座の受講生に限らない）。受講者は年間800人。
- 公務員試験対策講座

公務員試験の合格を目指す学生のために開講されている有料講座である。2005年には主にこれを支援するための公務員試験等受験学習室が設置された。
- 小学校教諭免許取得支援プログラム

小学校教諭の免許取得に必要な科目を聖徳大学通信教育部の通信教育とスクーリングで学び、小学校教諭一種免許状の取得に必要な単位を修得する制度。2005年にはこれを支援するための音楽実習棟が竣工した。2011年度からは人文学部人間関係学科教育学専攻のカリキュラムのみで小学校教諭一種免許状が取得できるようになった。

#### 採択されたプログラム
- 社会人の学び直しニーズ対応教育推進プログラム
  - 地元ニーズを踏まえた『就職氷河期世代』の再教育・就職プログラム（平成19年度）
- サイエンス・パートナーシップ・プロジェクト
  - シミュレーションによる経済・経営問題における意思決定（平成18年度）
- サイバーキャンパス整備事業
  - ユビキタス時代の遠隔教育（平成18年度）
  - 高度情報通信ネットワークを用いた遠隔教育・研究環境の構築（平成14年度）

## 学生生活

### 学生自治
学生自治組織「学友会 」が活動しており、年2回、体育館に全学生を集めて学生大会を開催している。学友とは在学生のことである。

### 部活動・クラブ活動・サークル活動
体育局38部（硬式野球部、サッカー部、ラグビー部、陸上部など）、文化局35部（吹奏楽団、ダンス部、書道部、美術部など）、体育局任意団体7部、文化局任意団体2部、任意団体13部が活動している（2010年現在）。
- マスコミ社会学研究会

人文学部人間関係学科社会学専攻開設後に「社会学研究会」として発足した学術系サークル。就職等でマスコミの放送分野を志向する学生は次の項目の「放送研究会」に任せ、こちらは主に活字情報分野を志向する学生の受け皿として昭和62年に「マスコミ社会学研究会」に改称した。
- SBS（Shudo Broadcasting System、広島修道大学放送研究会）

テレビ番組（しゅうてれWEB版）を企画・制作している。スタッフは全て学生であり、使用している機材も自らが全て所有している。2009年12月までは広島市内のCATV2局で「しゅうてれ」が放送されていた。

### 学園祭
- 修大祭

毎年11月3日に開催される学園祭
- Culture Jam

毎年6月初旬に開催される文化系サークル中心の学園祭
- 局長杯

毎年9月に文化系サークルの交流を深める目的で開催されるスポーツ大会
- 修大スポーツチャンプカーニバル

毎年10月中旬に開催されるスポーツ大会

### スポーツ
次の組織に加盟している。
- 広島六大学野球連盟

広島修道大学内に運営本部が設置されている。
- 広島六大学学生軟式野球連盟
- 中国地区大学ラグビーリーグ

## 大学関係者と組織

### 大学関係者組織
- 修大会

広島修道大学同窓会。1965年2月発足。県内6支部、全国に12支部ある。会員約5万人 。
- 修サ連

広島修道大学サークルOB会連合会。
- 陸修会

広島修道大学陸上部ＯＢ・ＯＧ会 。

### 大学関係者一覧
- 広島修道大学の人物一覧

## 施設

### キャンパス

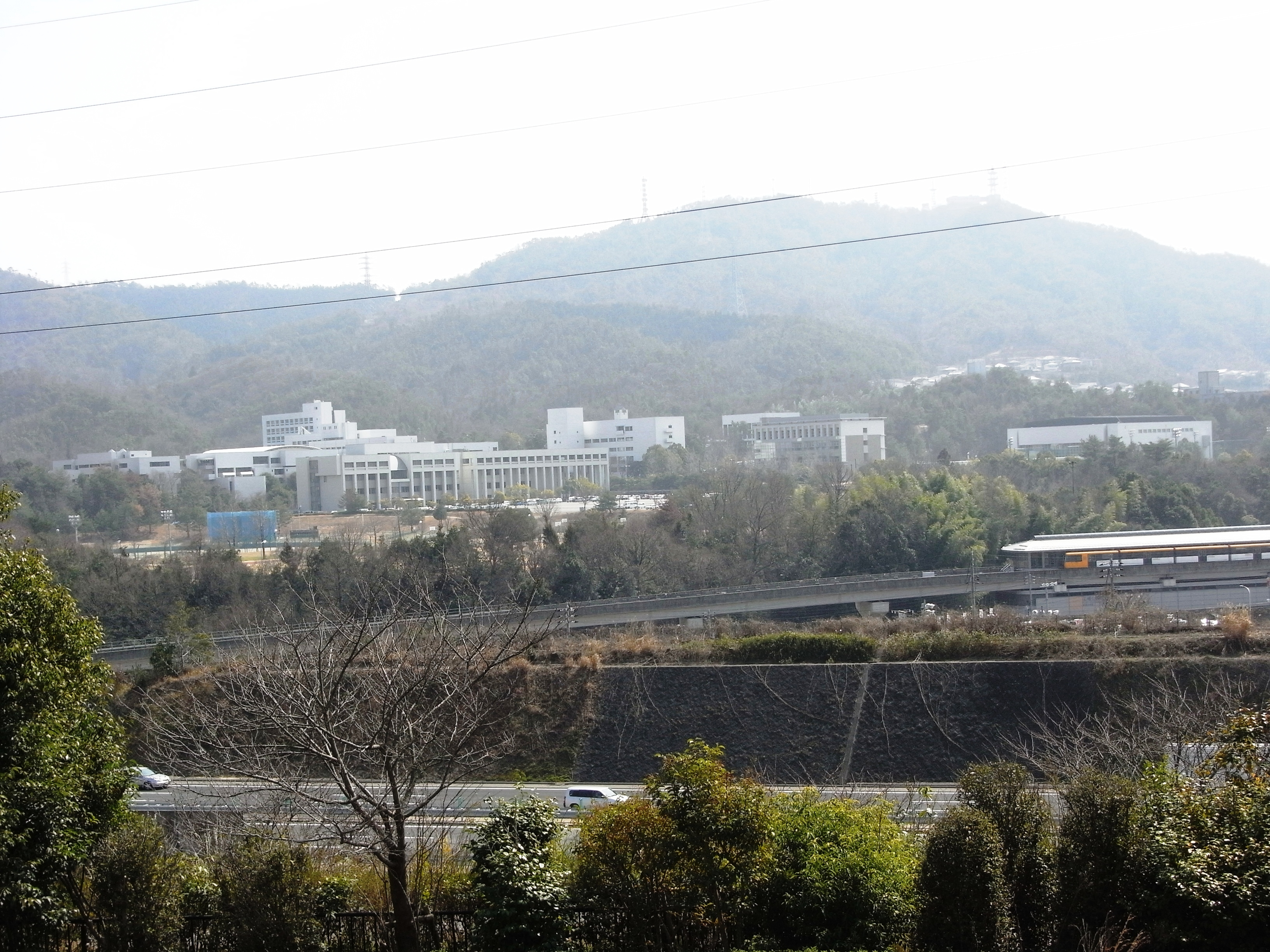
キャンパス全景

- 大塚東キャンパス

大塚東キャンパス以外にキャンパスを持たない。キャンパスは「教育・研究」、「生活」、「体育」の3つのゾーンに分かれている。大学構内に球場、テニスコート、グラウンド、体育館、弓道場、アーチェリー場等の運動施設が設置されており、「生活ゾーン」には学生食堂、理髪店等がある。

### 駐車場
教職員等学校関係者の駐車場の他、学生専用駐車場が大学敷地内に900台ほど用意されている。大学側は自家用車での通学よりも広島高速交通広島新交通1号線（アストラムライン）やバスなどの公共交通機関を利用した通学を呼びかけている。2年生以上、運転免許取得後1年以上、任意の自動車保険加入などの条件を満たした学生のみに、以前は無料だったが、現在は年間規定額を払った上で、駐車許可証を発行している。また、2017年度から駐輪場も有料となった。自動車同様、年間規定額の支払いと、安全講習会に出席することで利用できるようになった。車だけではなく、大型バイクや原動機付自転車で通学する学生もいる。学生の中には、いわゆる空きコマを利用し、自家用車に乗ってアルパークなどに連れ立っていく者もいる。

### 歌碑
2008年8月、卒業生吉田拓郎が在学中に作詞・作曲した「今日まで そして明日から」の歌詞と1970年代の吉田拓郎の写真が組み合わされた歌碑が完成し披露された。2010年1月にはSDA（社団法人日本サインデザイン協会）の主催する第43回SDA賞・公共サイン部門で入選した。

### 交通アクセス
- 広電バス[5]「広島修道大学キャンパス」バス停下車（大学構内）[6]。横川駅から約19分。
  - 60,61号線：広島バスセンター - （60中広町経由 / 61横川駅前経由） - 大塚駅 - 広域公園前駅 - 広島修道大学キャンパス - （五月が丘） - 免許センター・ジアウトレット広島方面 / そらの北方面 / 藤の木団地方面
- アストラムライン 広域公園前駅（修道大学前）下車
  - アストラムライン：本通・県庁前・新白島・不動院前・中筋・大町駅方面 - 大塚駅 - 広域公園前駅
- 広電バス「広域公園前駅（広島修道大学入口）」バス停下車（大学構外）
  - 60,61号線の広島修道大学キャンパスを経由しない便も広域公園前駅バス停に停車する
  - 県内・県外への高速バスも停車
- ボン・バス[7]「五月が丘団地（修道大学南口）」バス停下車
  - 17-1,17-21 五月が丘・ジアウトレット線：17-1八丁堀・紙屋町・17-21西広島駅方面 - （ジアウトレット広島） - 五月が丘団地
  - 17-31 広電己斐団地線：八丁堀・紙屋町・西広島駅・広電己斐団地方面 - ジアウトレット広島 - 五月が丘団地
- 山陽自動車道 五日市インターチェンジすぐ

## 対外関係

### 地方自治体との協定
- 2008年 広島市安佐南区役所と「地域連携協力に関する協定」を締結。
- 2009年 廿日市市と「連携協力に関する協定」を締結。
- 2010年 広島市佐伯区役所と「地域連携協力に関する協定」を締結。

### 団体との協定
- 2008年 広島県中小企業家同好会と「連携協力に関する協定」を締結。
- 2009年 広島市信用組合及び社団法人全国信用組合中央協会と「産学連携に関する協定」を締結。
- 2010年 広島商工会議所と「連携協力に関する協定」を締結。
- 2010年 広島青年会議所と「連携協力に関する協定」を締結。
- 2014年6月 公益財団法人東京オリンピック・パラリンピック競技大会組織委員会と2020年「東京オリンピック・パラリンピック競技大会に係る大学連携協定」を締結。[8]

以上のほか日本政策金融公庫、広島銀行、広島県廃棄物処理業界、中国新聞情報文化センターと協定または覚書を締結している。

### 他大学との協定
- 教育ネットワーク中国
  - 中国地方の21大学、1大学校、7短期大学、1高等専門学校等の間で単位互換等を行っている。
- 2007年 広島工業大学と「学生交流に関する協定」を締結。

広島修道大学人間環境学部、広島工業大学環境学部間において学生の交流を行う。
- 2009年 広島市立大学との協定を締結。

2010年7月、広島市立大学と合同で進学相談会を開催。
- 学生受入に関する協定
  - 中小企業大学校広島校
- 学生交流に関する協定（国内留学）
  - 北星学園大学（札幌市）
  - 沖縄大学（那覇市）
- 国外の提携校（交換留学等）
  - アリゾナ州立大学（アメリカ）
  - ケント州立大学（アメリカ）
  - ノースカロライナ州立大学（アメリカ）
  - ルイビル大学（アメリカ）
  - ノーザンブリティッシュコロンビア大学（カナダ）
  - アルスター大学（イギリス）
  - ウエストミンスター大学（イギリス）
  - ウォーリック大学（イギリス）
  - セントマーク&セントジョン大学（イギリス）
  - ニューカッスル・アポン・タイン大学（イギリス）
  - 曁南大学（中国）
  - 重慶工商大学（中国）
  - 西南政法大学（中国）
  - 東北財経大学（中国）
  - 啓明大学校（韓国）
  - 淑明女子大学校（韓国）
  - 国立屏東商業技術学院（台湾）
  - アデレード大学（オーストラリア）
  - ウーロンゴン大学（オーストラリア）
  - クライストチャーチ・ポリテクニック・インスティチュート・オブ・テクノロジー（ニュージーランド）
  - ラオス国立大学（ラオス）

## 系列校・附属校
- 広島修道大学ひろしま協創中学校・高等学校
- 修道中学校・修道高等学校

## Wiki関係他プロジェクトリンク
- 広島修道大対策（ウィキブックス）